# Ramsey Nasr
Ramsey Nasr (in arabo رمزي نصر‎?; Rotterdam, 28 gennaio 1974) è un attore e poeta olandese.

## Biografia
Nato da madre olandese e padre palestinese originario del villaggio di Salfit, Ramsey Nasr è stato Dichter des Vaderlands (la versione olandese di poeta laureato) tra il 2009 e il 2013. All'attività poetica ha associato quella attoriale, recitando in campo televisivo, teatrale e cinematografico. È noto soprattutto per la sua collaborazione con il regista Ivo van Hove, che lo ha diretto a teatro in numerose occasioni a partire dal 2014, recitando in ruoli principali in drammi come Maria Stuart, Lungo viaggio verso la notte, una versione teatrale di Morte a Venezia da lui stesso adattato per le scene dal romanzo di Thomas Mann e le tragedie shakespeariane di ambientazione romana.

## Filmografia parziale
- Goltzius and the Pelican Company, regia di Peter Greenaway (2012)